# 26984 Fernand-Roland
26984 Fernand-Roland è un asteroide della fascia principale. Scoperto nel 1997, presenta un'orbita caratterizzata da un semiasse maggiore pari a 3,1756240 UA e da un'eccentricità di 0,0658487, inclinata di 12,63341° rispetto all'eclittica.
L'asteroide è dedicato a Fernand-Roland Merlin amico comune degli scopritori.